# Aéropostale
L'Aéropostale (formalmente Compagnie Générale Aéropostale) è stata una compagnia aerea francese, fu attiva dal 1927 al 1933 fino a quando non venne fusa con altre compagnie francesi per formare l'Air France.

In principio conosciuta con il nome di Société des lignes Latécoère nel 1918, poi di Compagnie générale d'entreprises aéronautiques (1921-1927), l'idea di una linea aerea transatlantica consacrata al servizio postale ma anche al trasporto di passeggeri, immaginata da Pierre-Georges Latécoère, si realizza progressivamente negli anni venti sotto la spinta di Marcel Bouilloux-Lafont, che aveva rilevato « la Ligne » con il nome Compagnie générale aéropostale nel 1927.

A seguito di problemi finanziari, la compagnia è posta in liquidazione giudiziaria nel 1931 e le sue attività furono riprese dallo Stato francese nel 1933 e confluirono all'interno di una nuova società chiamata Air France.

## Storia

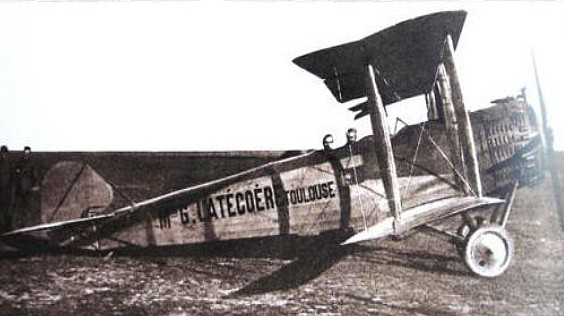
Lignes aériennes Latécoère c. 1918.

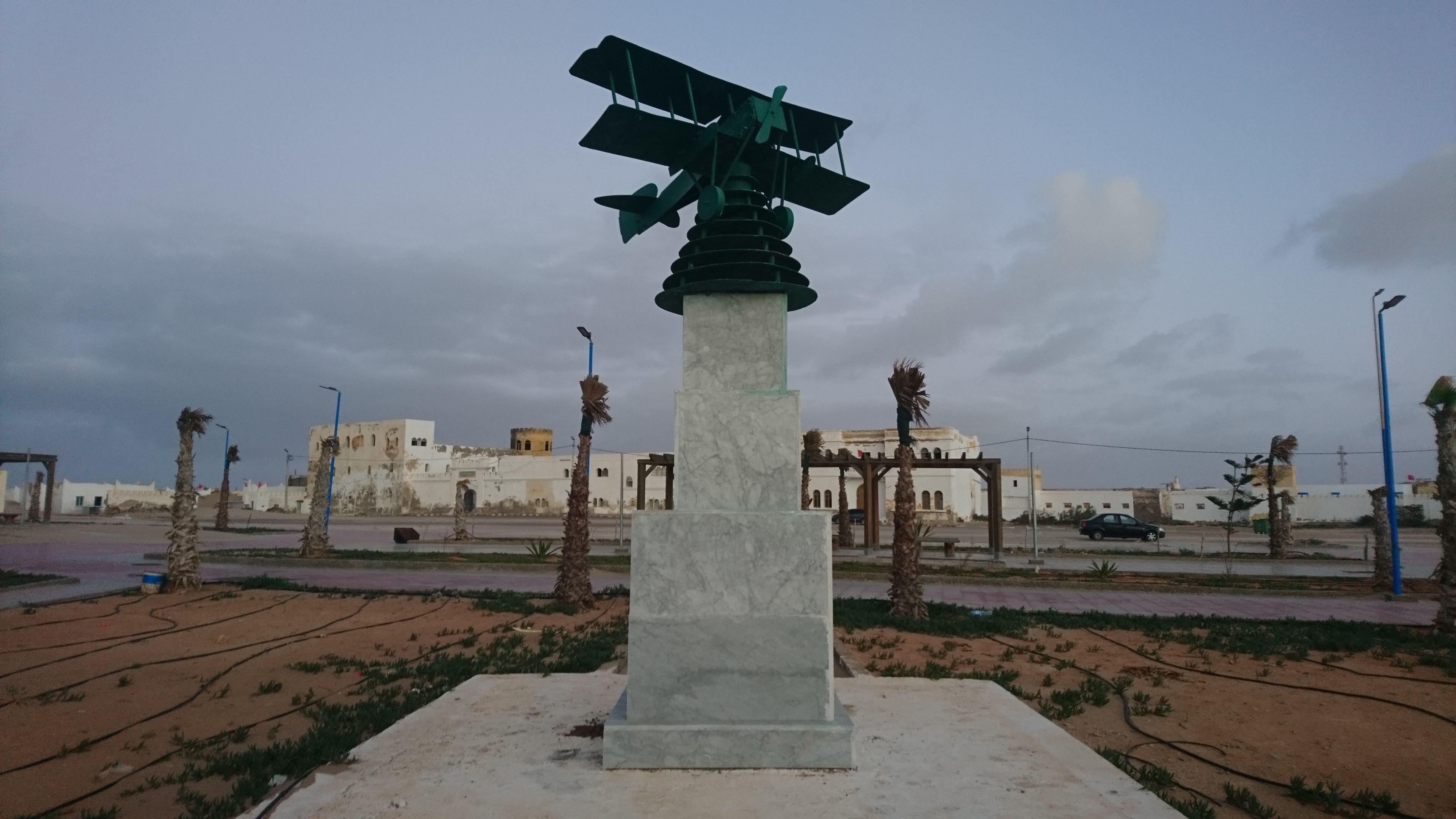
Monumento di Aéropostale en Tarfaya.

Nel 1918, Pierre-Georges Latécoère fonda la prima compagnia aerea francese col nome di Société des lignes Latécoère (Lignes aériennes Latécoère) che inizia le attività nel 1919.
Nel 1927, Latécoère cede le sue attività sud-americane a Marcel Bouilloux-Lafont, un francese che viveva in Brasile. Quest'ultimo fonda allora la Compagnie générale aéropostale, più conosciuta con il nome Aéropostale.
L'Aéropostale collega presto la Francia al Sud-America.
Nel 1930, l'Aéropostale possiede una flotta di 200 aeromobili e 17 idrovolanti, e impiegava 1 500 persone, di cui 51 piloti.
Nel 1933, il governo francese impose la fusione alle compagnie aeree nazionali. Le quattro maggiori, Air Orient, Air Union, CIDNA e SGTA-Farman formano la SCELA che prende il nome di Air France e acquista le attività della Compagnie générale aéropostale.
Nel 1991, l'Air France e La Poste sono ancora i proprietari dell'Aéropostale, SEA (Société d'exploitation aéropostale) fino al 2000.
Nel 2000, Air France cede le sue azioni a La Poste che diviene il solo azionista, dando così la nascita a l'Europe Airpost.

### Aerei
- Breguet Bre 14
- Farman F.70
- Latécoère 26
- Latécoère 28

### Destinazioni
- Barcellona
- Dakar
- Casablanca

## Persone

### Dirigenti
- Marcel Bouilloux-Lafont : fondatore della Compagnie Générale Aéropostale

### Piloti celebri
- Léopold Gourp
- Henri Érable
- Émile Barrière
- Jean Mermoz
- Marcel Reine
- Antoine de Saint-Exupéry
- Henri Guillaumet
- Gabriel Thomas
- André Parayre

### Industriali
- Pierre-Georges Latécoère
- René Couzinet